# سیارک ۱۹۴۴۳
سیارک ۱۹۴۴۳ (به انگلیسی: 19443 Yanzhong، نامگذاری:1998FE109) نوزده هزار و چهارصد و چهل و سومین سیارک کشف شده‌است که در ۳۱ مارس ۱۹۹۸ کشف شد.
قدر مطلق سیارک برابر ۱۲.۳ است.